# Wjatscheslaw Gennadjewitsch Kusnezow

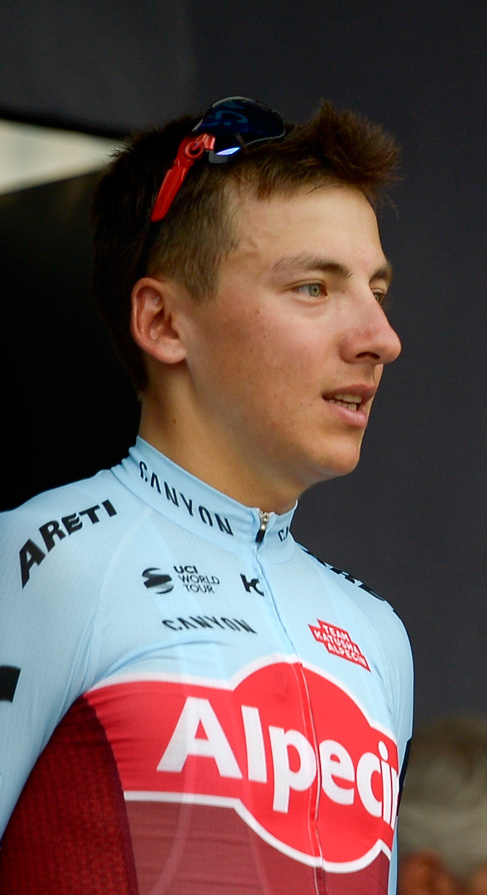
Wjatscheslaw Kusnezow bei der Giro d’Italia 2018

Wjatscheslaw Gennadjewitsch Kusnezow (auch Viacheslav Kuznetsov, russisch Вячеслав Геннадьевич Кузнецов; * 24. Juni 1989 in Togliatti, Russische SFSR) ist ein ehemaliger russischer Radrennfahrer.

## Sportlicher Werdegang
Kusnezow begann seine internationale Karriere 2010 beim UCI Continental Team Itera-Katusha, dem Farmteam des Katusha Teams. Mit dem Eintagesrennen La Côte Picarde gewann er im selben Jahr seinen ersten internationalen Wettbewerb. Im Jahr 2011 wurde er russischer U23-Straßenmeister. Nach weiteren internationalen Erfolgen bei der La Roue Tourangelle und Etappen der Ronde de l’Oise und Tour of Bulgaria wechselte er 2013 zu Katusha.
Für Katusha fuhr Kusnezow bis zur Teamauflösung zum Saisonende 2019. Er konnte in dieser Zeit zwar keine internationalen Rennen mehr gewinnen, belegte jedoch im Jahr 2016 beim Klassiker Gent-Wevelgem und in der Gesamtwertung der Tour de Wallonie, einem Etappenrennen hors categorie jeweils den dritten Rang. Außerdem fuhr er viermal den Giro d’Italia, den er dreimal beendete sowie die Vuelta a España 2019.
In den Jahren 2020 und 2021 fuhr Kursnezov für Gazprom-RusVelo und beendete anschließend seine Radsportkarriere.

## Erfolge
2010
- La Côte Picarde

2011
- Russischer Meister – Straßenrennen (U23)

2012
- La Roue Tourangelle
- Mannschaftszeitfahren Circuit des Ardennes
- eine Etappe Ronde de l’Oise
- eine Etappe Tour of Bulgaria

## Grand-Tour-Platzierungen
| Grand Tour            | 2016 | 2017 | 2018 | 2019 |
| --------------------- | ---- | ---- | ---- | ---- |
| Giro d’ItaliaGiro     | 123  | 132  | 105  | DNF  |
| Tour de FranceTour    | –    | –    | –    | –    |
| Vuelta a EspañaVuelta | –    | –    | –    | 138  |

## Teams
- 2010–2012 Itera-Katusha
- 2013–2019 Katusha
- 2020–2021 Gazprom-RusVelo